# Marquesado de Orani
El marquesado de Orani es un título nobiliario español creado el 8 de marzo de 1616 por el rey Felipe III a favor de Diego de Silva y Mendoza de Portugal, o, según Soler Salcedo (2020, p. 518), Casaus Ballester (2004, p. 219, n. 12) y Jaime de Salazar y Acha, a favor de su madre, Ana de Portugal y Borja, señora de Orani, ubicado en el reino de Cerdeña.

## Denominación
La denominación se refiere a la localidad de Orani, en Cerdeña.

## Marqueses de Orani
|                                   | Titular                                                                 | Periodo                 |
| Creación por Felipe III           | Creación por Felipe III                                                 | Creación por Felipe III |
| --------------------------------- | ----------------------------------------------------------------------- | ----------------------- |
| I                                 | Ana de Portugal y Borja                                                 | 1616-1629               |
| II                                | Diego de Silva y Mendoza de Portugal                                    | 1629-1661               |
| III                               | Isidro de Silva Mendoza y Portugal                                      | 1661-1682               |
| IV                                | Fadrique de Silva Portugal Mendoza Carvajal y Portocarrero              | 1682-1700               |
| V                                 | Isidro Francisco Fernández de Híjar y Portugal Silva                    | 1710-1749               |
| VI                                | Joaquín Diego de Fernández de Híjar y Portocarrero Funes de Villalpando | 1749-1758               |
| VII                               | Pedro de Alcántara Fernández de Híjar y Abarca de Bolea                 | 1758-1808               |
| VIII                              | José Rafael Fadrique de Silva Fernández de Híjar y Palafox              | 1808-1863               |
| IX                                | Cayetano de Silva y Fernández de Córdoba                                | 1863-1865               |
| X                                 | Agustín de Silva y Bernuy                                               | 1865-1871               |
| XI                                | Ignacia de Bernuy y Valda                                               | 1871-1874               |
| Rehabilitado por Alfonso XIII     |                                                                         |                         |
| XII                               | María Teresa de Silva y Cavero                                          | 1915-1916               |
| XIII                              | Carlos Vázquez de Silva                                                 | 1916-1938               |
| Rehabilitado por Francisco Franco |                                                                         |                         |
| XIV                               | Pedro Caro y Vázquez                                                    | 1963-1989               |
| XV                                | María del Rosario Cayetana Fitz-James Stuart y Silva                    | 1989-2013               |
| XVI                               | Alfonso Martínez de Irujo y Fitz-James Stuart                           | 2013-actual titular     |

## Historia de los marqueses de Orani
- Ana de Portugal y Borja (m. Madrid, 8 de diciembre de 1629), señora y I marquesa de Orani, hija de Fadrique de Portugal, señor de Orani y Monóvar, y de su esposa Margarita de Borja, hija de los duques de Gandía.[2] Según Casaus Ballester (2004, p. 219, n. 12), fue Ana de Portugal y Borja la que solicitó el marquesado que fue concedido por el rey Felipe IV.

Casó el 4 de noviembre de 1584, en Madrid, con Rodrigo de Silva y Mendoza (1562-1596), II duque de Pastrana, hijo primogénito de Ruy Gómez de Silva, I duque de Pastrana, y de Ana de Mendoza de la Cerda, princesa de Éboli. Le sucedió su hijo:
- Diego de Silva y Mendoza de Portugal (1592-1661), II marqués de Orani[3] y caballerizo mayor del rey Felipe IV.[2]

Casó en 1618, en Valencia, siendo su segundo esposo, con Lucrecia Ruiz de Corella y Mendoza. Le sucedió su nieto, hijo de Fadrique de Silva Mendoza y Portugal (1621-1660), fallecido antes que su padre, y de Ana Francisca Suárez de Carvajal y Mendoza, VI señora de Peñalver:
- Isidro de Silva Mendoza y Portugal (1643-1682), III marqués de Orani.[3]

Casó en Madrid (Real Capilla) el 25 de abril de 1663 con Agustina Fernández de Portocarrero Luna y Guzmán, dama de la reina, hija de Luis Andrés de Portocarrero Mendoza y Luna, I marqués de Almenara, y de Leonor de Guzmán Enríquez Portocarrero. Le sucedió su hijo:
- Fadrique de Silva Portugal Mendoza Carvajal y Portocarrero (1672-19 de julio de 1700), IV marqués de Orani,[6] señor de los estados de Peñalver, Monñovar, Mur y Sollana.[3]

Casó el 5 de diciembre de 1688 con su tía, Juana Petronila de Silva y Aragón Fernández de Híjar y Pignatelli (1669-1710), V condesa de Vallfogona, VI duquesa de Aliaga, VI duquesa de Híjar, IV condesa de Guimerá, X condesa de Salinas, XII condesa de Ribadeo, XII condesa de Belchite, V vizcondesa de Alquerforadat. Le sucedió su hijo:
- Isidro Francisco Fernández de Híjar y Portugal Silva (1690-10 de marzo de 1749[9]), V marqués de Orani,[10] VI conde de Vallfogona,[10] VII duque de Aliaga,[8] VII duque de Híjar,[9] VI conde de Guimerá,[10] XIII conde de Belchite, XII conde de Salinas,[10] XIII conde de Ribadeo,[10] etc.

Casó en primeras nupcias el 24 de octubre de 1711, en Valladolid, con Luisa de Moncada y Benavides. Sin descendientes de este matrimonio. Contrajo un segundo matrimonio el 24 de marzo de 1717 con Prudencia Feliche Portocarrero y Funes de Villalpando (1696-1782), hija de Cristóbal Portocarrero Osorio Luna y Guzmán, IV conde del Montijo, III conde de Fuentidueña, XIII marqués de la Algaba, IV marqués de Valderrábano, IX marqués de Ardales, y de su tercera esposa María Regalada de Villalpando, XIV marquesa de Osera y marquesa de Ugena. Le sucedió su hijo de su segundo matrimonio:
- Joaquín Diego de Fernández de Híjar y Portocarrero Funes de Villalpando (Madrid, 6 de julio de 1721-25 de diciembre de 1758),[11] VI marqués de Orani,[10] VII conde de Vallfogona,[10][12] VIII duque de Aliaga,[8] VIII duque de Híjar,[9] XII duque de Lécera,[11] VI conde de Guimerá,[12] XIV conde de Belchite, XIV conde de Salinas,[12] XIV conde de Ribadeo,[12] XII marqués de Montesclaros, IX conde de Palma del Río, vizconde de Illa, de Canet, de Alquerforadat, de Ansovell y XVI vizconde de Ebol.

Casó el 20 de marzo de 1739 con María Engracia Abarca de Bolea y Pons de Mendoza, VI duquesa de Bournonville, IV marquesa de Vilanant, III condesa de Robres VI vizcondesa de Joch y baronesa de Sangarrén y Orcau. Le sucedió su único hijo:
- Pedro de Alcántara Fernández de Híjar y Abarca de Bolea (Villarrubia de los Ojos, 25 de noviembre de 1741-Madrid, 23 de febrero de 1808), VII marqués de Orani,[10] V duque de Bournonville,[9] XIII duque de Lécera,[11] IX duque de Híjar,[9] XV conde de Ribadeo,[10] VIII conde de Vallfogona,[10] IX duque de Aliaga,[8] V duque de Almazán,[10] VII conde de Guimerá,[10] XIII conde de Salinas,[10] IX marqués de Almenara,[10] XIII marqués de Montesclaros, V marqués de Rupit,[13] X conde de Palma del Río, XV conde de Belchite, XVII vizconde de Ebol, vizconde de Illa, de Canet, de Alquerforadat, de Ansovell, IX conde de Aranda, VI marqués de Torres de Aragón, VI marqués de Vilanant,[10] IX conde de Castellflorit. Era hijo de Joaquín Diego de Silva Fernández de Híjar, duque de Híjar, VIII duque de Aliaga, XII conde de Salinas, XIV conde de Ribadeo, VI marqués de Orani, etc., y de su esposa María Engracia Abarca de Bolea y Pons de Mendoza.[10]

Casó el 16 de julio de 1761 con Rafaela de Palafox y Croy d'Havré y Centurión, hija de Joaquín Felipe de Palafox y Centurión, IX marqués de La Guardia, IX marqués de Guadalest, VI marqués de Armunia, VI marqués de Ariza, IV conde de Santa Eufemia y de su segunda esposa, María Ana Carlota de Croy d'Havré y Lanti de la Róvere. Le sucedió su hijo:
- José Rafael Fadrique de Silva Fernández de Híjar y Palafox (m. 16 de septiembre de 1863), VIII marqués de Orani,[15] VIII duque de Bournonville,[16] XVI duque de Lécera,[11] XII duque de Híjar,[8] XVIII conde de Ribadeo,[15] XI conde de Vallfogona,[15] XII duque de Aliaga,[11] VIII duque de Almazán,[15] marqués de Almenara, XVI marqués de Montesclaros, VIII marqués de Rupit,[15] XIII conde de Palma del Río, XXI conde de Belchite,[15] XVI conde de Salinas,[15] X conde de Guimerá,[15] XIV conde de Aranda,[15] XII conde de Castellflorit, IX marqués de Torres de Aragón, IX marqués de Vilanant,[15] XI vizconde de Alquerforadat,[15] XX vizconde de Ebol, Sumiller de Corps de los reyes Fernando VII e Isabel II, caballero de la Orden del Toisón de Oro, gran cruz de la Orden de Carlos III y senador del Reino.[15]

Casó el 9 de agosto de 1801, en Madrid, con Juana Nepomucena Fernández de Córdoba Villarroel y Spínola de la Cerda, VIII condesa de Salvatierra, VII marquesa del Sobroso, marquesa de Loriana, marquesa de Baides, X marquesa de Jódar, marquesa de la Puebla, marquesa de Villoria, marquesa de Valero, VII marquesa de San Vicente del Barco, VII marquesa de Fuentehoyuelo, vizcondesa de Villatoquite, hija de José Fernández de Córdoba Sarmiento de Sotomayor, VII conde de Salvatierra, V marqués de Valero, etc, y de su segunda esposa, María Antonia Fernández de Villarroel y Villacís Vargas y Manrique. Le sucedió su hijo:
- Cayetano de Silva y Fernández de Córdoba (Madrid, 8 de noviembre de 1805-Perpiñán, 25 de enero de 1865), IX marqués de Orani,[18] XIX conde de Ribadeo,[18] XVII conde de Salinas,[18] XVII duque de Lécera,[11] XIII duque de Híjar, VIII duque de Almazán, IX duque de Bournonville, XIV marqués de Almenara, X marqués de Vilanant, XI marqués de Jódar, XIII conde de Aranda, XIII conde de Vallfogona, vizconde de Alquerforadat, XXI vizconde de Ebol.

Casó el 11 de enero de 1826, en Madrid, con María de la Soledad de Bernuy y Valda, hija de Ana Agapita de Valda y Teigeiro, IX marquesa de Valparaíso, marquesa de Albudeite. Le sucedió su hijo:
- Agustín de Silva y Bernuy (Madrid, 10 de mayo de 1822-16 de mayo de 1872), X marqués de Orani,[19] XX conde de Ribadeo,[19] XIX conde de Salinas, XVIII duque de Lécera,[11] XIV duque de Híjar, X duque de Bournonville, VIII marqués de San Vicente del Barco, marqués del Sobroso, XV marqués de Almenara, IX marqués de Rupit, XIV conde de Aranda, conde de Castellflorit, IX conde de Salvatierra, vizconde de Alquerforadat, vizconde de Ebol, príncipe della Portella.[a]

Casó el 5 de enero de 1852, en Madrid, con su tía, Luisa Ramona Fernández de Córdoba y Vera de Aragón, hija de Francisco de Paula Fernández de Córdoba y Lasso de la Vega, XIX conde de la Puebla del Maestre, y de María Manuela de Vera de Aragón y Nin de Zatrillas, marquesa de Peñafuerte. Le sucedió:
- Ignacia de Bernuy y Valda (1815-1874), XI marquesa de Orani.[19]

Casó en primeras con su primo Federico de Bernuy y Valda y en segundas con Leandro Ruiz. Sin descendencia.
Rehabilitación en 1915
- María Teresa de Silva y Cavero (Zarauz, 1883-Madrid, 7 de agosto de 1916), XII marquesa de Orani,[21]

Casó en 1910 con Luis Carlos Vázquez y Chavarri (1887-1928). Le sucedió su hijo:
- Carlos Vázquez de Silva (c. 1913-Teruel, 5 de febrero de 1938),[22] XIII marqués de Orani [23]

Casó con María de las Mercedes Inurrieta Darrosez. Sin descendencia, le sucedió su sobrino, que rehabilitó el título, hijo de su hermana, María Rosa Vázquez y Silva, XII marquesa del Sobroso, y de Pedro Caro y Guilladas:
Rehabilitación en 1963
- Pedro Caro y Vázquez (n. 21 de enero de 1936), XIV marqués de Orani[24][b]

Casó el 17 de abril de 1963 con María del Carmen de Carvajal y Salas, XVII marquesa de Cenete y en segundas con María Isabel Dinkhauser. Le sucedió:
- María del Rosario Cayetana Fitz-James Stuart y Silva, XV marquesa de Orani por sentencia de 1989, XVIII duquesa de Alba, XXIII condesa de Ribadeo,[19] etc.

Casó en primeras nupcias con Luis Martínez de Irujo y Artázcoz. Con sucesión. Casó en segundas nupcias con Jesús Aguirre y Ortiz de Zárate y en terceras con Alfonso Díez Carabantes. Sin sucesión de los dos últimos matrimonios. Le sucedió en 2013 su hijo del primer matrimonio, por distribución de su madre:
- Alfonso Martínez de Irujo y Fitz-James Stuart (m. 22 de octubre de 1950), XVI marqués de Orani,[26] XXIV conde de Ribadeo,[26] XVIII duque de Híjar, XV duque de Aliaga, XVII marqués de Almenara, XIX conde de Aranda, XIV conde de Guimerá, XIX conde de Palma del Río.[26]

Casó el 4 de junio de 1977, en Madrid, con María de la Santísima Trinidad de Hohenlohe-Langenburg y de la Cuadra (divorciados desde 1985). Padres de Luis y de Francisco Javier Martínez de Irujo y de Hohenlohe-Langenburg.